# El Meddah
El Meddah – drugi album studyjny polskiej grupy muzycznej Carrion. Wydawnictwo ukazało się 26 marca 2010 roku nakładem wytwórni muzycznej MJM Music. Płyta zadebiutowała na 40. miejscu listy OLiS w Polsce. Pierwszy singel z płyty pt. „Sztandary Eloi” ukazał się 13 listopada 2009 roku.
Nagrania zostały zarejestrowane w K&K Studio w Radomiu w 2009 roku. Płytę promował ponadto singel do utworu „Nie bez wiary” do którego firma BlueOne zrealizowała teledysk. Gościnnie w kompozycji wystąpił oboista, solista Sinfonia Varsovia – Tytus Wojnowicz.
W ramach promocji zespół odbył trasę koncertową Eska Rock Tour w Polsce wraz z formacją IRA. Carrion wystąpił m.in. w Poznaniu, Łodzi, Warszawie, Wrocławiu, Katowicach i Rzeszowie.

## Lista utworów
Opracowano na podstawie materiału źródłowego.
Słowa: Kowalczyk, muzyka: Wiązowski, Kowalczyk, Plech, Szpak i Wancerz.
1. „Nun” – 1:02
2. „Tłum” – 3:37
3. „Sołdat” – 3:43
4. „Władca Snów” – 4:13
5. „Jaki Masz Plan...?” – 3:45
6. „Sztandary Eloi” – 3:49
7. „Dex” – 3:58
8. „Alogia” – 4:34
9. „Nie Bez Wiary” – 4:12
10. „Przeklęty Szept” – 3:19
11. „Samotność Drzew” – 3:23
12. „Zdążyć Uciec” – 4:12
13. „Gasnę” – 3:45
14. „El Meddah” – 4:26
15. „Themis Chimera” – 3:56
16. „Ragnarok” – 3:31
17. This Corrosion (cover The Sisters of Mercy) -- 5:36

## Twórcy
Opracowano na podstawie materiału źródłowego.
| - Grzegorz Kowalczyk – śpiew - Adrian Plech – gitara basowa - Marcin Szpak – perkusja - Dariusz Wancerz – instrumenty klawiszowe, produkcja muzyczna | - Mariusz Wiązowski – gitara, produkcja muzyczna - Tytus Wojnowicz – obój (utwór 9) - Marcin Limek – miksowanie, mastering - Piotr Matysiak – miksowanie, mastering |